# La donna di picche (film 1949)
La donna di picche (The Queen of Spades) è un film del 1949 diretto da Thorold Dickinson, basato sull'omonimo racconto di Aleksandr Puškin.

## Trama
La vicenda è ambientata nella San Pietroburgo di inizio Ottocento. Il capitano Herman Suvorin è interessato al gioco d'azzardo e frequenta le sale da gioco, ma non osa partecipare perché pensa di non poterselo permettere, e per questo viene criticato e preso in giro da altri giocatori presenti. Un giorno viene a sapere che sessant'anni prima la contessa Ranevskaya, sedotta e derubata da uno sconosciuto, aveva venduto la propria anima in cambio della possibilità di vincere al gioco per recuperare il denaro; scoprendo che la contessa è ancora viva decide di farsi rivelare il segreto per vincere.
Fingendo di innamorarsi della domestica della contessa riesce ad introdursi nella sua casa, e una notte le si avvicina chiedendole di rivelargli il suo segreto. La donna non risponde, così il capitano la minaccia con una pistola (in realtà scarica), ma lei muore di infarto. Disperato per l'occasione persa Herman torna a casa, ma lì viene raggiunto dal fantasma della contessa che gli rivela come vincere: deve puntare su tre, sette ed asso.
L'uomo si reca quindi alla sala da gioco e scommette una somma enorme, pari a 46000 rubli, e vince puntando sul tre. La mano successiva raddoppia la posta e vince nuovamente, puntando sul sette. Ormai sicuro di sé raddoppia ulteriormente la posta, ma questa volta perde, giocando erroneamente una donna di picche al posto dell'asso su cui voleva scommettere. Deriso dai presenti e convinto di vedere il volto della contessa nella carta egli impazzisce, continuando a mormorare "tre, sette, asso... tre, sette, donna..." mentre viene accompagnato fuori dalla sala.